# Esporte Clube Macapá
El Esporte Clube Macapá es un equipo de fútbol de Brasil que juega en el Campeonato Amapaense, la primera división de fútbol del estado de Amapá en Brasil.

## Historia
Fue fundado el 18 de julio de 1944 en la ciudad de Macapá del estado de Amapá con el nombre Panair EC por Emanuel de Souza, el cual cambió su nombre por el que tiene actualmente en 1946. Como Panair EC fue campeón estatal en 1944.
Es uno de los equipos más ganadores del estado de Amapá al contabilizar 17 títulos estatales, ganando cuatro títulos de manera consecutiva entre 1946 y 1949 y ganando seis títulos durante la década de los años 1950, todos de manera consecutiva; así como también ganó el título de la región de Amazonia en 1975.
En 1992 tras volverse un equipo profesional jugó en el Campeonato Brasileño de Serie C, donde fue eliminado en la primera ronda y no logró el ascenso a la segunda división nacional.

## Palmarés

### Regional
- Torneio Integração da Amazônia: 1

1975

### Estatal
- Campeonato Amapaense: 17

1944, 1946, 1947, 1948, 1949, 1954, 1955, 1956, 1957, 1958, 1959, 1969, 1974, 1978, 1980, 1981, 1991
- Torneo Vargas Neto: 1

1951

## Jugadores

### Jugadores destacados
- Júnior Baiano